# Yousef Hassan
Yousef Hassan, né le 24 mai 1996 au Caire, est un footballeur international qatarien, qui évolue au poste de gardien de but à l'Al-Gharafa SC.

## Biographie

### Carrière internationale
Avec les moins de 23 ans, il participe au championnat d'Asie des moins de 23 ans en 2018. Hassan ne joue qu'un seul match lors de ce tournoi, qui voit le Qatar prendre la troisième place.
Il reçoit sa première sélection en équipe du Qatar le 7 septembre 2018, contre la Chine. Il dispute l'intégralité de cette rencontre (victoire 1-0). Par la suite, en janvier 2019, il est retenu par le sélectionneur Félix Sánchez Bas afin de participer à la Coupe d'Asie des nations organisée aux Émirats arabes unis. Lors de cette compétition, il officie comme gardien remplaçant et ne joue pas un seul match. Le Qatar remporte le tournoi en battant le Japon en finale.
Le 11 novembre 2022, il est sélectionné par Félix Sánchez Bas pour participer à la Coupe du monde 2022.

## Palmarès
- Vainqueur de la Coupe d'Asie des nations en 2019 avec l'équipe du Qatar